# شناخت‌شناسی در قرآن
شناخت‌شناسی در قرآن کتابی از عبدالله جوادی آملی است که در سال ۱۳۷۰ منتشر و در مراسم کتاب سال جمهوری اسلامی ایران به‌عنوان کتاب برگزیده معرفی شد.